# 繸皮蝇属
繸皮蝇属（学名：Crivellia）为肤蝇科的一个属。

## 下属物种
本属包括以下物种：
- Crivellia papaveracea (De Not.) Shoemaker & Inderb. 2006
- 山羊繸皮蝇 Crivellia silenus (Brauer)